# Agapetus lalus
Agapetus lalus är en nattsländeart som beskrevs av Malicky och Chantaramongkol 1992. Agapetus lalus ingår i släktet Agapetus och familjen stenhusnattsländor. Inga underarter finns listade i Catalogue of Life.